# Guillaume Bernad
Pour les articles homonymes, voir Bernad.
Pas d'image ? Cliquez ici

a Compétitions nationales et continentales officielles uniquement.

b Matchs officiels uniquement.
Dernière mise à jour le 10 décembre 2024.
Guillaume Bernad, né le 8 juin 1983,  est un joueur français de rugby à XV qui évolue au poste de troisième ligne aile. Il est le frère aîné du troisième ligne Loïc Bernad.

## Biographie
Originaire des Hautes-Pyrénées, Guillaume Bernad commence le rugby à Saint-Lary-Soulan, avant de rejoindre le FC Auch en 1999,. Il commence sa carrière professionnelle avec ce club, lors de la saison 2002-2003 de Pro D2.
En 2003, il rejoint le Castres olympique en Top 16, avec qui il évolue pendant trois saisons
En novembre 2004, il est sélectionné avec les Barbarians français pour jouer contre l'Australie au stade Jean-Bouin à Paris. Les Baa-Baas s'inclinent 15 à 45.
En février 2005, il joue un match avec l'équipe de France A, face à l'Angleterre A.
Il rejoint l'Aviron bayonnais en 2006. Il joue huit saisons avec le club basque, disputant 177 matchs.
Non conservé à Bayonne en 2014, il s'engage pour deux saisons avec l'US Oyonnax.
À la fin de son contrat avec Oyonnax, il arrête sa carrière professionnelle, mais continue la pratique du rugby avec le club amateur de l'AS Bayonne en Fédérale 3. Il joue avec ce club jusqu'en 2020.

## Palmarès
- Équipe de France A : 1 sélection en 2005 (Angleterre A)
- Équipe de France -21 ans : participation au championnat du monde 2004 en Écosse